# (36898) 2000 SE172
2000 SE172 (asteroide 36898) é um asteroide da cintura principal. Possui uma excentricidade de 0.20729450 e uma inclinação de 23.59403º.
Este asteroide foi descoberto no dia 27 de setembro de 2000 por LINEAR em Socorro.